# Rømer
Rømer é uma escala de temperatura em desuso proposta pelo astrônomo dinamarquês Ole Christensen Rømer em 1701.
Nesta escala, o zero foi inicialmente a temperatura de congelamento da salmoura. O ponto de ebulição da água foi definido como 60 graus. Rømer viu o ponto de congelamento da água cair para cerca de um oitavo desse valor (7,5 graus), e este valor foi utilizado como outro ponto de referência.  A unidade de medida nesta escala, o grau Rømer, o equivalente a {\displaystyle {\frac {40}{21}}} de um kelvin (ou de um grau Celsius). O símbolo do grau às vezes pode ser {\displaystyle {\text{°R}}}, mas para evitar confusão com o grau Rankine ({\displaystyle {\text{°Ra}}}) e o grau Réaumur ({\displaystyle {\text{°Ré}}}), usa-se o símbolo {\displaystyle {\text{ºRø}}}.
Uma história plausível sobre a criação da escala Fahrenheit seria que Daniel Gabriel Fahrenheit, soube da existência da escala de Rømer e o visitou em 1708; melhorou a escala, e criou a escala que hoje conhecemos sob o nome de Fahrenheit em 1724.
|            | de Rømer | para Rømer | |
| ---------- | --- | --- | --- |
| Celsius    | {\displaystyle \left[{\text{°C}}\right]=\left(\left[{\text{°Rø}}\right]-7,5\right)\cdot {\frac {40}{21}}}                                                        | {\displaystyle \left[{\text{°Rø}}\right]=\left[{\text{°C}}\right]\cdot {\frac {21}{40}}+7,5}                                                                     | |
| Fahrenheit | {\displaystyle \left[{\text{°F}}\right]=\left(\left[{\text{°Rø}}\right]-7,5\right)\cdot {\frac {24}{7}}+32}                                                      | {\displaystyle \left[{\text{°Rø}}\right]=\left(\left[{\text{°F}}\right]-32\right)\cdot {\frac {7}{24}}+7,5}                                                      | |
| Kelvin     | {\displaystyle \left[{\text{K}}\right]=\left(\left[{\text{°Rø}}\right]-7,5\right)\cdot {\frac {40}{21}}+273,15}                                                  | {\displaystyle \left[{\text{°Rø}}\right]=\left(\left[{\text{K}}\right]-273,15\right)\cdot {\frac {21}{40}}+7,5}                                                  | |
| Rankine    | {\displaystyle \left[{\text{°R}}\right]=\left(\left[{\text{°Rø}}\right]-7,5\right)\cdot {\frac {24}{7}}+491,67}                                                  | {\displaystyle \left[{\text{°Rø}}\right]=\left(\left[{\text{°R}}\right]-491,67\right)\cdot {\frac {7}{24}}+7,5}                                                  | |
| Nota       | Para razão de intervalos de temperatura a qual temperatura especificada, {\displaystyle 1~{\text{°Rø}}={\frac {40}{21}}~{\text{°C}}={\frac {24}{7}}~{\text{°F}}} | Para razão de intervalos de temperatura a qual temperatura especificada, {\displaystyle 1~{\text{°Rø}}={\frac {40}{21}}~{\text{°C}}={\frac {24}{7}}~{\text{°F}}} | Para razão de intervalos de temperatura a qual temperatura especificada, {\displaystyle 1~{\text{°Rø}}={\frac {40}{21}}~{\text{°C}}={\frac {24}{7}}~{\text{°F}}} |